# Frederic Shields

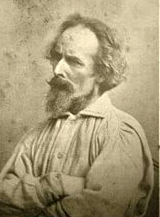
Frederic Shields

Frederic James Shields (Hartlepool, 14 maart 1833 – Surrey, 26 februari 1911) was een Brits kunstschilder, illustrator en ontwerper, geassocieerd met de Prerafaëlieten.

## Leven en werk
Shields groeide op in armoedige omstandigheden. Hij trok rond als knechtje van een aantal houtgraveurs. Daarna volgde een avondstudie schilderkunst te Londen en later ook in Manchester, waar hij zich in 1848 vestigde en een carrière als kunstschilder begon. Aanvankelijk had hij vooral succes als broodschilder, vaak in waterverf, vaak van kinderen met opvallend roze wangen.
Vanaf 1860 veranderde de stijl van Shields onder invloed van de Prerafaëlieten, waarmee hij kennis had gemaakt tijdens een grote expositie in Manchester in 1857. Zijn stijl werd eleganter en vooral ook gedetailleerder. In zijn onderwerpskeuze werd hij vaak geïnspireerd door de romantische Engelse dichters uit het begin van de negentiende eeuw (William Blake, Alfred Tennyson), maar ook vanuit zijn geloof.
Het werk van Shields werd bijzonder geapprecieerd door vooraanstaande Prerafaëlieten als John Ruskin en Dante Gabriel Rossetti, met wie hij ook bevriend raakte. Naast zijn schilderwerken trok hij aanvankelijk ook sterk de aandacht met het maken van boekillustraties, onder andere bij gedichten van Alfred Tennyson (1857), Daniel Defoe's History of the Plague (1862), John Bunyans Pilgrim's Progress (1864) en later ook Alexander Gilchrists biografie Life of William Blake (1880). Ook ontwierp hij boekomslagen.
Na een reis naar Italië in 1876 vestigde Shields zich in Londen en maakte naam als decorateur van kerken en kapellen, onder andere de kapel van Eaton Hall (Cheshire) en de Sint Anna kathedraal te Manchester. Hij maakte er met name schilderijen, mozaïeken, wandschilderingen en glas-in-loodramen en verwierf zich daarmee een bijzondere reputatie in de kerkkunsten.
Shields was getrouwd met de 23 jaar jongere Mathilda Booth, die ook zijn model was. Hij overleed op 77-jarige leeftijd, in 1911.

## Galerij

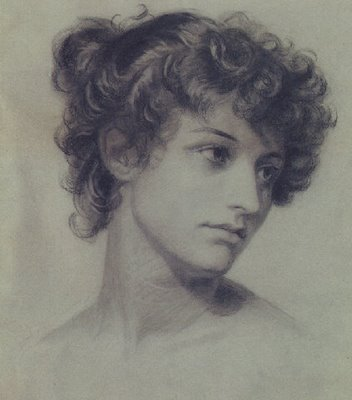
Portret van Lena Purse, ca. 1870
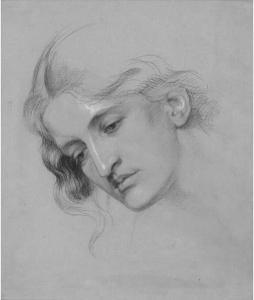
Head study of a young girl, 1874
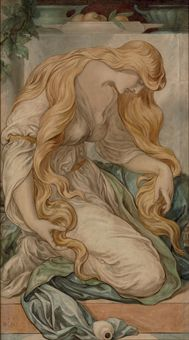
Maria Magdalene, 1877
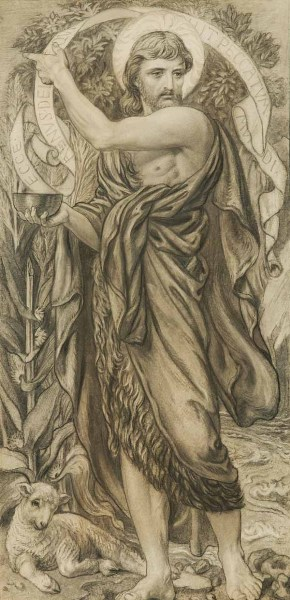
Johannes de Doper, 1877 (karton voor wandschildering), Manchester Art Gallery
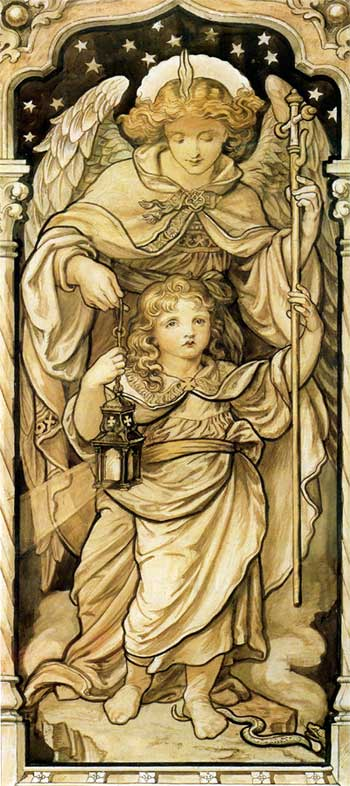
The light of the World, ca. 1878
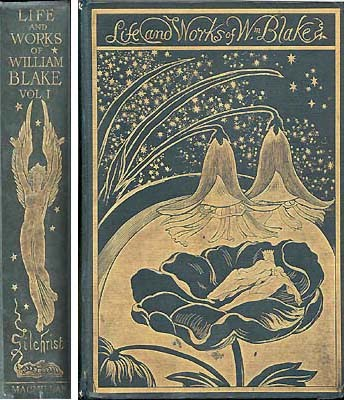
Band Gilchrists biografie Life of William Blake (1880).
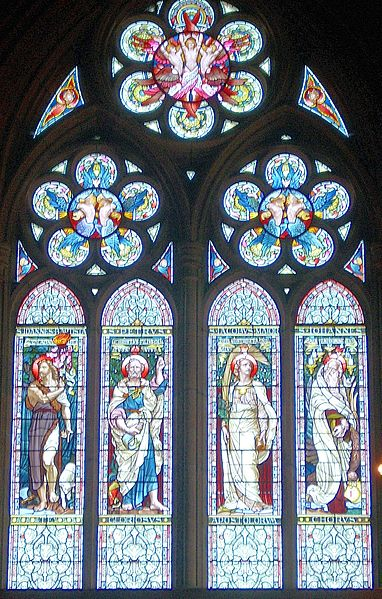
Glas in lood (1880), kapel van Eaton Hall
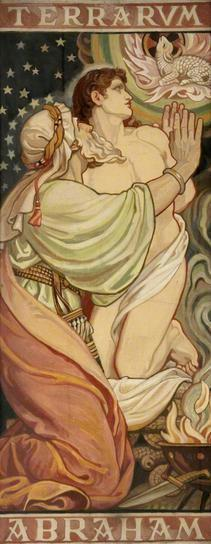
Abraham (ca. 1880), Kelvingrove Art Gallery and Museum, Glasgow
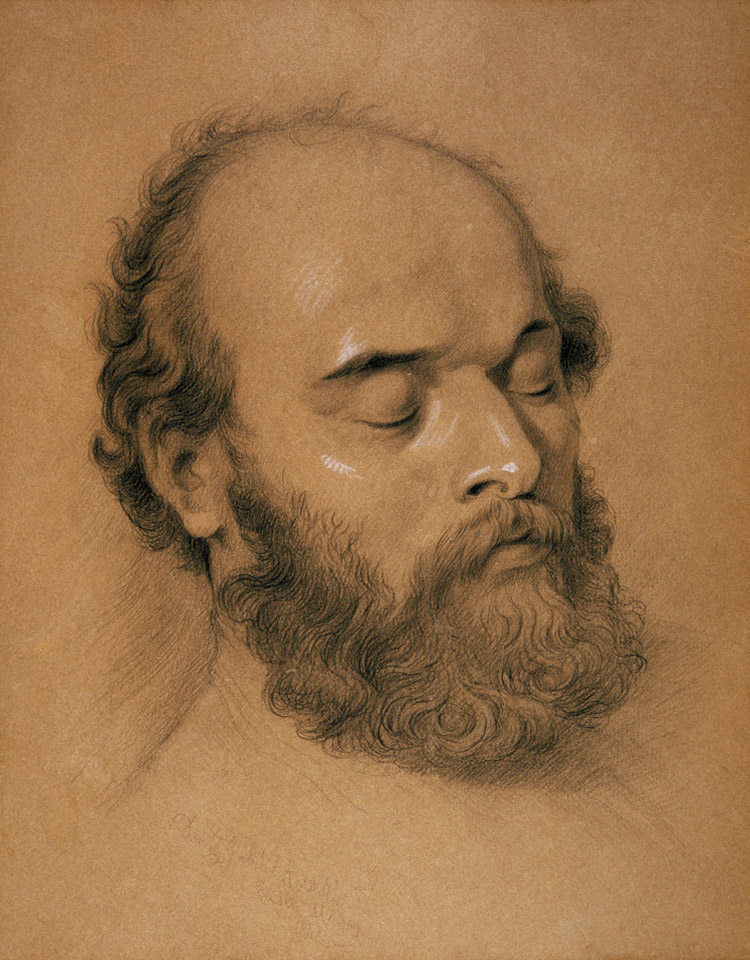
Rossetti’s dead, 1882, Delaware Art Museum
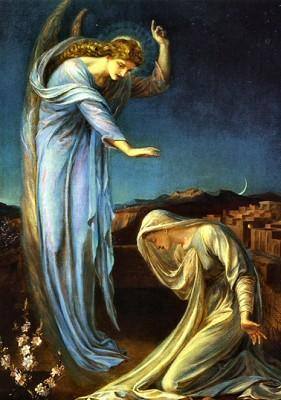
The annunciation, 1894